# Łza księcia ciemności
Łza księcia ciemności (est. Saatana pisar, ros. Слеза Князя тьмы) – polsko-estońsko-rosyjski horror z 1992 roku w reżyserii Marka Piestraka.

## Obsada
- Hanna Dunowska – Joanna Karwicka
- Tomasz Stockinger – detektyw hotelowy Gunnar
- Wasilij Łanowoj
- Aarne Üksküla
- Lembit Ulfsak
- Jüri Järvet
- Władimir Iwaszow
- Oskar Liigand
- Marina Levtova
- Tõnu Saar
- Sergiej Desnitski
- Aleksandr Kajdanowski
- Evald Aavik
- Sulev Luik
- Tõnu Aav
- Carmen Mikiver
- Oleg Rogatsov
- Raimo Pass
- Egon Nuter
- Oleg Titov
- Ita Ever
- Ivo Eensalu

## Fabuła
Inflanty, wiek XVIII. Grupa satanistów przygotowuje się do złożenia w ofierze Szatanowi młodej kobiety. Polscy żołnierze zabijają kapłana i kradną mu bursztynowy pierścień - łzę księcia ciemności.
Jesień 1939 roku. Do Tallinna przybywa Joanna Karwicka, młoda pisarka. Jej wydawca baron Preiman, który pracuje dla hitlerowskich Niemiec i chce wykorzystać Joannę do znalezienia łzy księcia ciemności. Dzięki temu Niemcy mogłyby stać się silniejsze. Baron porywa pisarkę. Podczas seansu spirytystycznego okazuje się, że Joanna jest potomkinią niedoszłej ofiary satanistów z XVIII wieku. W sprawie zniknięcia Karwickiej śledztwo prowadzi detektyw hotelowy Gunnar. Znajduje Joannę i pierścień, ale zostaje ona porwana przez satanistów, którzy chcą złożyć ją w ofierze. Ostatecznie Gunnar ratuje ją z opresji. Pierścień trafia do Wołodii, znajomego Gunnara. Okazuje się, że Wołodia jest oficerem NKWD.